# جون رولاند (لاعب كرة قدم بريطاني)
جون رولاند (بالإنجليزية: John Rowland)‏ (7 أبريل 1941 في المملكة المتحدة - 2020) هو لاعب كرة قدم بريطاني في مركز الهجوم. لعب مع بورت فايل وديري سيتي ونادي ترانمير روفرز لكرة القدم ونوتينغهام فورست ونادي مانسفيلد تاون ونادي ساوث شيلدز ‏.

## وصلات خارجية
- جون رولاند على موقع قاعدة بيانات كرة القدم.إي يو (الإنجليزية)